# Tom Van Asbroeck
Tom Van Asbroeck (Gand, 19 aprile 1990) è un ciclista su strada belga che corre per il team Israel-Premier Tech. Professionista dal 2012, è un velocista. Ai campionati del mondo 2012 ha ottenuto la medaglia di bronzo nella prova in linea Under-23, giungendo alle spalle di Aleksej Lucenko e Bryan Coquard.

## Palmarès
- 2011 (Van Der Vurst Cycling Team)

Omloop Het Nieuwsblad Beloften
- 2012 (Topsport Vlaanderen, due vittorie)

Beverbeek Classic
Grote Prijs van de Stad Geel
- 2013 (Topsport Vlaanderen, una vittoria)

Grote prijs Jean-Pierre Monseré
- 2014 (Topsport Vlaanderen, due vittorie)

Cholet-Pays de Loire
4ª tappa Tour de Wallonie (Herve > Waremme)
- 2016 (Team LottoNL-Jumbo, una vittoria)

2ª tappa Tour du Poitou-Charentes (La Rochelle > Niort)
- 2019 (Israel Cycling Academy, una vittoria)

Binche-Chimay-Binche
- 2024 (Israel-Premier Tech, una vittoria)

3ª tappa Tour de la Provence (Rognac > Arles)

### Altri successi
- 2014 (Topsport Vlaanderen)

Classifica scalatori Vuelta a Andalucia 
Classifica a punti Boucles de la Mayenne
- 2016 (Team LottoNL-Jumbo)

Classifica scalatori Arctic Race of Norway
Classifica a punti Tour du Poitou-Charentes

## Piazzamenti

### Grandi Giri
- Giro d'Italia

2018: 133º
- Tour de France

2020: 98º
- Vuelta a España

2015: 110º
2017: 133º
2018: 87º

### Classiche monumento
- Milano-Sanremo

2016: 132º
2017: 107º
2019: 71º
- Giro delle Fiandre

2013: 79º
2014: 71º
2015: 69º
2016: 39º
2017: 52º
2020: 32º
2021: 19º
2023: 23º
2024: ritirato
2025: ritirato
- Parigi-Roubaix

2015: 39º
2016: 25º
2017: ritirato
2018: ritirato
2021: 8º
2023: 30º
2024: 31º
2025: 57º

### Competizioni mondiali
- Campionati del mondo

Limburgo 2012 - In linea Under-23: 3º